# 傳票 (法院)
傳票是由法庭或政府行政機構為各種目的而發出的法律文件。

## 法院传票
法院传票是法庭送达给与法律诉讼有關的人的法律文件。給這些人發送傳票的目的是法院可能正在对该人采取法律行动，也可能是法院要求该人作为证人出庭。传票上寫有日期，收到傳票的人必须在该日期前出庭，或以书面形式向法院或訴訟当事人作出答复。